# Arhitrav
Arhitrav (ili epistil) je greda koja leži na kapitelima stupova. Kao takva ona je najniži dio trabeacije koja se sastoji od arhitrava, friza i vijenca. Riječ je izvedenica iz latinske i grčke riječi "arce" i "trabs" koje zajedno znače "glavna greda".

## Vanjske poveznice
|  | Zajednički poslužitelj ima stranicu o temi Arhitravi    |
|  | Zajednički poslužitelj ima još gradiva o temi Arhitravi |